# Crossbones (serie televisiva)
Crossbones è una serie televisiva statunitense creata da Neil Cross per conto della NBC, trasmessa dal 30 maggio 2014. Si basa sul romanzo di Colin Woodard The Republic of Pirates.

## Trama
1715, sull'isola di New Providence (Bahamas), sede della prima democrazia funzionante delle Americhe, regna il famigerato Barbanera. Il temibile pirata è a capo di una nazione popolata da ladri e criminali, senza regole e leggi: tutto ciò rappresenta una seria minaccia per il commercio internazionale.
Per riprendere il pieno controllo dell'isola e contrastare l'attività criminale del pirata, Woodes Rogers (governatore delle Bahamas) invia a New Providence Tom Lowe. Lowe è un assassino in incognito altamente qualificato ed è incaricato di uccidere Barbanera. Tuttavia, più Lowe si addentra nel mondo dei pirati, più capisce che la sua missione non sarà affatto semplice. Inoltre, è colpito dal carisma e dall'intelligenza di Barbanera e non può fare a meno di ammirarne gli ideali politici. Ma Lowe non è l'unico pericolo per il capo dei pirati; Barbanera ha infatti molti rivali ed una grande debolezza: subisce il fascino e l'influenza di una donna.

## Personaggi e interpreti
- Edward "Barbanera" Teach, interpretato da John Malkovich
- Tom Lowe, interpretato da Richard Coyle
- Kate Balfour, interpretata da Claire Foy
- Selima El Sharad, interpretata da Yasmine Al Massri
- Charles Rider, interpretato da David Hoflin
- Fletch, interpretato da Chris Perfetti
- Nenna, interpretata da Tracy Ifeachor

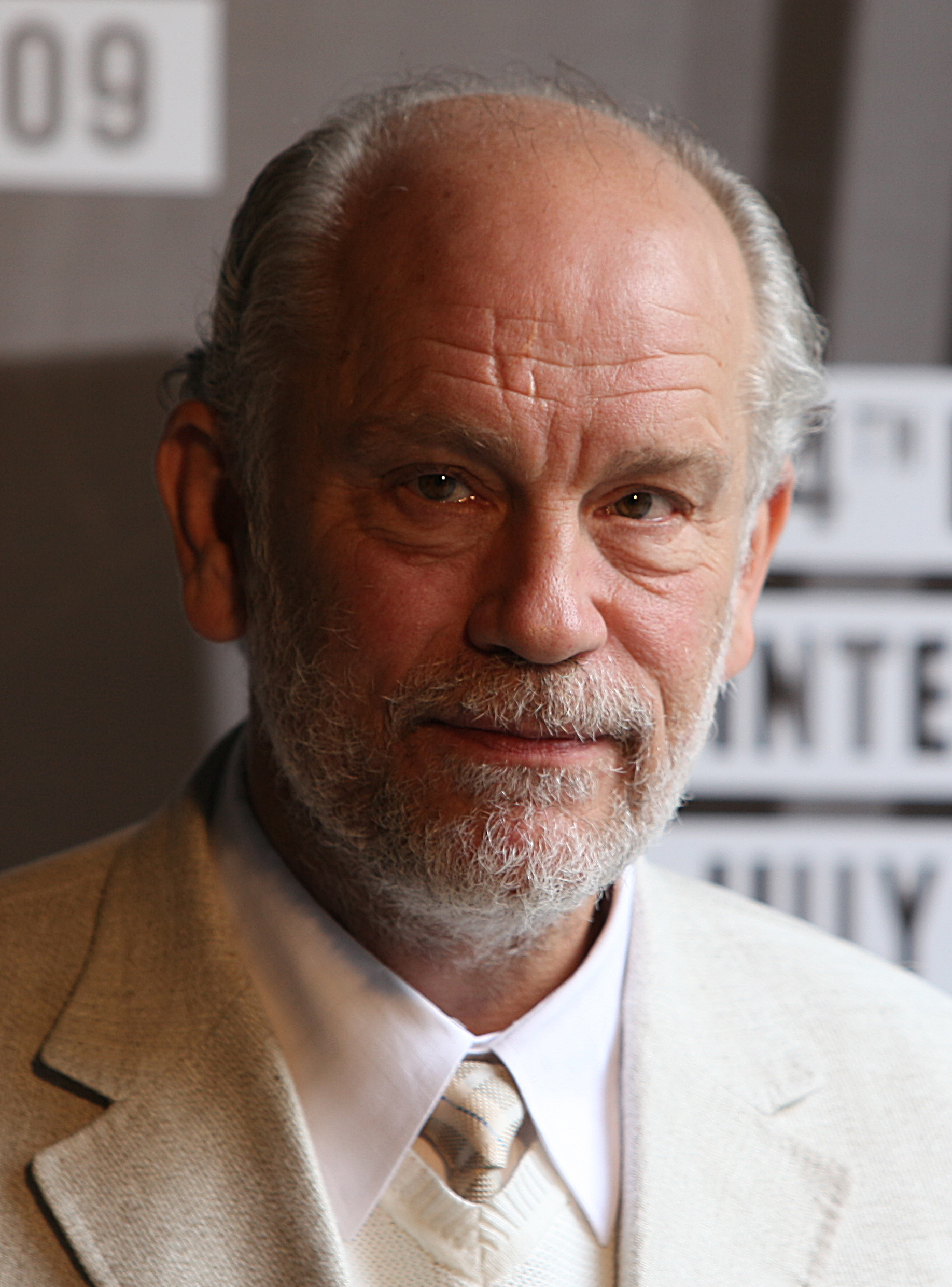
John Malkovich interpreta Edward "Barbanera" Teach
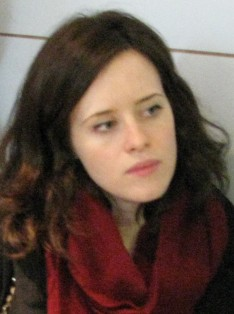
Claire Foy interpreta Kate

## Produzione
Il progetto è stato presentato alla NBC nel mese di giugno 2011, con il titolo di lavorazione The Republic of Pirates. Il 14 maggio 2012, durante gli upfronts, la rete ha ordinato la prima stagione composta da 10 episodi, con il titolo di Crossbones. Nonostante la produzione sarebbe dovuta iniziare nell'autunno 2012, le riprese iniziarono il 15 ottobre 2013 a Porto Rico.